# 格林希爾 (阿拉巴馬州)
格林希爾（英語：Green Hill）是一個位於美國阿拉巴馬州勞德代爾縣的非建制地區。該地的面積和人口皆未知。

## 地理
格林希爾的座標為34°58′23″N 87°30′44″W / 34.97306°N 87.51222°W，而該地的平均海拔高度為229米（即751英尺）。